# Eurillas gracilis
El bulbul grácil (Eurillas gracilis) es una especie de ave paseriforme de la familia Pycnonotidae propia de la selva tropical africana.

## Taxonomía
El bulbul grácil fue descrito científicamente en 1880 en el género Andropadus. En 2007 fue trasladado al génerro Eurillas.
En la actualidad se reconocen tres subespecies:
- E. g. extrema - (Hartert, 1922): se encuentra desde Sierra Leona al suroeste de Nigeria;
- E. g. gracilis - Cabanis, 1880: se extiende del sureste de Nigeria por la República Democrática del Congo hasta el norte de Angola;
- E. g. ugandae - (van Someren, 1915): se encuentra del este de la República Democrática del Congo al centro de Uganda y el oeste de Kenia.